# Vivianne Miedema
Anna Margaretha Marina Astrid "Vivianne" Miedema (sinh ngày 15 tháng 7 năm 1996) là một cầu thủ bóng đá chuyên nghiệp người Hà Lan thi đấu ở vị trí tiền đạo cho câu lạc bộ Manchester City tại FA Women's Super League và đội tuyển bóng đá nữ quốc gia Hà Lan. Trước đây cô từng chơi cho SC Heerenven, FC Bayern München và Arsenal.
Miedema là cầu thủ ghi nhiều bàn thắng nhất trong lịch sử FA WSL, đồng thời cũng ghi được nhiều bàn thắng nhất trong các trận đấu quốc tế của đội tuyển quốc gia Hà Lan, tính cả nam lẫn nữ. Cô cùng đội tuyển Hà Lan đã vô địch UEFA Women's Euro 2017, giành 2 danh hiệu Frauen-Bundesliga liên tiếp với Bayern München năm 2015 và 2016, thêm vào đó là một danh hiệu FA WSL mùa giải 2018–2019 với Arsenal. Năm 2019, Miedema và các đồng đội lên ngôi á quân World Cup 2019 tại Pháp. Ở Thế vận hội Mùa hè 2020, cô đã lập kỉ lục ghi 10 bàn thắng chỉ trong một kì Olympic, vượt qua kỉ lục cũ của Christine Sinclair với 6 bàn.
Miedema đã giành giải cầu thủ bóng đá nữ xuất sắc nhất năm của BBC vào năm 2021. Cô được vinh danh trong top 10 của 100 cầu thủ bóng đá nữ xuất sắc nhất thế giới của The Guardian vào các năm 2017, 2019, 2020, 2021 và 2022. Cô đã lọt vào danh sách đề cử Quả bóng vàng nữ vào năm 2019, 2021 và 2022.

## Tiểu sử
Thưở nhỏ, Miedema thường xem bố chơi bóng và bắt đầu chơi từ lúc 5 tuổi. Từ những năm đầu, cô đã là cầu thủ xuất sắc ghi nhiều bàn thắng ở câu lạc bộ địa phương dành cho các bé trai. Đến năm 14 tuổi, Miedema nhận được lời mời từ câu lạc bộ nữ của SC Heerenveen để thi đấu tại Vrouwen Eredivisie - giải đấu cao nhất của bóng đá nữ Hà Lan, từ đó chuyển sang thi đấu chuyên nghiệp.

## Thống kê sự nghiệp

### Câu lạc bộ
Tính đến 21 tháng 11 năm 2021.
| Câu lạc bộ          | Mùa giải            | Giải đấu            | Giải đấu | Giải đấu | Cup  | Cup | Châu Âu | Châu Âu | Tổng cộng | Tổng cộng |
| Câu lạc bộ          | Mùa giải            | Hạng đấu            | Trận     | Bàn      | Trận | Bàn | Trận    | Bàn     | Trận      | Bàn       |
| ------------------- | ------------------- | ------------------- | -------- | -------- | ---- | --- | ------- | ------- | --------- | --------- |
| SC Heerenveen       | 2011–12             | Eredivisie          | 17       | 10       | 2    | 2   | —       | —       | 19        | 12        |
| SC Heerenveen       | 2012–13             | BeNe League         | 26       | 27       | 2    | 2   | —       | —       | 28        | 29        |
| SC Heerenveen       | 2013–14             | BeNe League         | 26       | 41       | 1    | 1   | —       | —       | 27        | 42        |
| Tổng cộng           | Tổng cộng           | Tổng cộng           | 69       | 78       | 5    | 5   | 0       | 0       | 74        | 83        |
| Bayern Munich       | 2014–15             | Bundesliga          | 17       | 7        | 2    | 1   | —       | —       | 19        | 8         |
| Bayern Munich       | 2015–16             | Bundesliga          | 22       | 14       | 4    | 4   | 2       | 0       | 28        | 18        |
| Bayern Munich       | 2016–17             | Bundesliga          | 22       | 14       | 3    | 4   | 6       | 8       | 31        | 26        |
| Tổng cộng           | Tổng cộng           | Tổng cộng           | 61       | 35       | 9    | 9   | 8       | 8       | 78        | 52        |
| Arsenal             | 2017–18             | Super League        | 11       | 4        | 8    | 4   | —       | —       | 19        | 8         |
| Arsenal             | 2018–19             | Super League        | 20       | 22       | 8    | 9   | —       | —       | 28        | 31        |
| Arsenal             | 2019–20             | Super League        | 14       | 16       | 7    | 3   | 4       | 10      | 25        | 29        |
| Arsenal             | 2020–21             | Super League        | 22       | 18       | 4    | 6   | —       | —       | 26        | 25        |
| Arsenal             | 2021–22             | Super League        | 9        | 7        | 0    | 0   | 10      | 7       | 12        | 14        |
| Tổng cộng           | Tổng cộng           | Tổng cộng           | 76       | 67       | 29   | 22  | 14      | 17      | 116       | 109       |
| Tổng cộng sự nghiệp | Tổng cộng sự nghiệp | Tổng cộng sự nghiệp | 206      | 180      | 42   | 36  | 23      | 25      | 266       | 244       |

### Đội tuyển quốc gia
Tính đến 25 tháng 2 năm 2025.
| Đội tuyển quốc gia | Năm       | Trận | Bàn |
| ------------------ | --------- | ---- | --- |
| Hà Lan             | 2013      | 4    | 7   |
| Hà Lan             | 2014      | 14   | 11  |
| Hà Lan             | 2015      | 12   | 3   |
| Hà Lan             | 2016      | 10   | 8   |
| Hà Lan             | 2017      | 21   | 20  |
| Hà Lan             | 2018      | 7    | 4   |
| Hà Lan             | 2019      | 19   | 16  |
| Hà Lan             | 2020      | 4    | 1   |
| Hà Lan             | 2021      | 13   | 15  |
| Hà Lan             | 2022      | 11   | 10  |
| Hà Lan             | 2023      | 2    | 0   |
| Hà Lan             | 2024      | 3    | 1   |
| Hà Lan             | 2025      | 2    | 0   |
| Tổng cộng          | Tổng cộng | 122  | 96  |

| #.  | Ngày                 | Địa điểm                               | Đối thủ      | Ghi bàn | Kết quả              | Giải đấu                                       |
| --- | -------------------- | -------------------------------------- | ------------ | ------- | -------------------- | ---------------------------------------------- |
| 1.  | 26 tháng 10 năm 2013 | Maia, Bồ Đào Nha                       | Bồ Đào Nha   | 5–0     | 7–0                  | Vòng loại FIFA Women's World Cup 2015          |
| 2.  | 26 tháng 10 năm 2013 | Maia, Bồ Đào Nha                       | Bồ Đào Nha   | 6–0     | 7–0                  | Vòng loại FIFA Women's World Cup 2015          |
| 3.  | 26 tháng 10 năm 2013 | Maia, Bồ Đào Nha                       | Bồ Đào Nha   | 7–0     | 7–0                  | Vòng loại FIFA Women's World Cup 2015          |
| 4.  | 30 tháng 10 năm 2013 | Volendam, Hà Lan                       | Na Uy        | 1–1     | 1–2                  | Vòng loại FIFA Women's World Cup 2015          |
| 5.  | 23 tháng 11 năm 2013 | Rotterdam, Hà Lan                      | Hy Lạp       | 2–0     | 7–0                  | Vòng loại FIFA Women's World Cup 2015          |
| 6.  | 23 tháng 11 năm 2013 | Rotterdam, Hà Lan                      | Hy Lạp       | 3–0     | 7–0                  | Vòng loại FIFA Women's World Cup 2015          |
| 7.  | 23 tháng 11 năm 2013 | Rotterdam, Hà Lan                      | Hy Lạp       | 6–0     | 7–0                  | Vòng loại FIFA Women's World Cup 2015          |
| 8.  | 12 tháng 2 năm 2014  | Zwolle, Hà Lan                         | Bỉ           | 1–0     | 1–1                  | Vòng loại FIFA Women's World Cup 2015          |
| 9.  | 5 tháng 3 năm 2014   | Larnaca, Síp                           | Úc           | 1–0     | 2–2                  | Cúp Síp 2014                                   |
| 10. | 12 tháng 3 năm 2014  | Larnaca, Síp                           | Thụy Sĩ      | 1–0     | 4–1                  | Cúp Síp 2014                                   |
| 11. | 5 tháng 4 năm 2014   | Heraklion, Hy Lạp                      | Hy Lạp       | 3–0     | 6–0                  | Vòng loại FIFA Women's World Cup 2015          |
| 12. | 7 tháng 5 năm 2014   | Leuven, Bỉ                             | Bỉ           | 1–0     | 2–0                  | Vòng loại FIFA Women's World Cup 2015          |
| 13. | 13 tháng 9 năm 2014  | Venlo, Hà Lan                          | Bồ Đào Nha   | 1–0     | 3–2                  | Vòng loại FIFA Women's World Cup 2015          |
| 14. | 13 tháng 9 năm 2014  | Venlo, Hà Lan                          | Bồ Đào Nha   | 2–1     | 3–2                  | Vòng loại FIFA Women's World Cup 2015          |
| 15. | 13 tháng 9 năm 2014  | Venlo, Hà Lan                          | Bồ Đào Nha   | 3–1     | 3–2                  | Vòng loại FIFA Women's World Cup 2015          |
| 16. | 22 tháng 11 năm 2014 | The Hague, Hà Lan                      | Ý            | 1–1     | 1–1                  | Vòng loại play-off FIFA Women's World Cup 2015 |
| 17. | 27 tháng 11 năm 2014 | Verona, Ý                              | Ý            | 1–0     | 2–1                  | Vòng loại play-off FIFA Women's World Cup 2015 |
| 18. | 27 tháng 11 năm 2014 | Verona, Ý                              | Ý            | 2–0     | 2–1                  | Vòng loại play-off FIFA Women's World Cup 2015 |
| 19. | 9 tháng 3 năm 2015   | Nicosia, Síp                           | Anh          | 1–0     | 1–1                  | Cúp Síp 2015                                   |
| 20. | 17 tháng 9 năm 2015  | Doetinchem, Hà Lan                     | Belarus      | 4–0     | 8–0                  | Giao hữu                                       |
| 21. | 17 tháng 9 năm 2015  | Doetinchem, Hà Lan                     | Belarus      | 6–0     | 8–0                  | Giao hữu                                       |
| 22. | 25 tháng 1 năm 2016  | Belek, Thổ Nhĩ Kỳ                      | Đan Mạch     | 1–0     | 2–1                  | Giao hữu                                       |
| 23. | 2 tháng 3 năm 2016   | The Hague, Hà Lan                      | Thụy Sĩ      | 2–1     | 4–3                  | Vòng loại Thế vận hội Mùa hè 2016              |
| 24. | 9 tháng 3 năm 2016   | Rotterdam, Hà Lan                      | Thụy Điển    | 1–0     | 1–1                  | Vòng loại Thế vận hội Mùa hè 2016              |
| 25. | 7 tháng 6 năm 2016   | Waalwijk, Hà Lan                       | Nam Phi      | 1–0     | 2–0                  | Giao hữu                                       |
| 26. | 7 tháng 6 năm 2016   | Waalwijk, Hà Lan                       | Nam Phi      | 2–0     | 2–0                  | Giao hữu                                       |
| 27. | 20 tháng 10 năm 2016 | Livingston, Scotland                   | Scotland     | 1–0     | 7–0                  | Giao hữu                                       |
| 28. | 20 tháng 10 năm 2016 | Livingston, Scotland                   | Scotland     | 3–0     | 7–0                  | Giao hữu                                       |
| 29. | 25 tháng 10 năm 2016 | Aalen, Đức                             | Đức          | 2–4     | 2–4                  | Giao hữu                                       |
| 30. | 20 tháng 1 năm 2017  | San Pedro del Pinatar, Tây Ban Nha     | România      | 6–1     | 7–1                  | Giao hữu                                       |
| 31. | 20 tháng 1 năm 2017  | San Pedro del Pinatar, Tây Ban Nha     | România      | 7–1     | 7–1                  | Giao hữu                                       |
| 32. | 24 tháng 1 năm 2017  | San Pedro del Pinatar, Tây Ban Nha     | Nga          | 1–0     | 4–0                  | Giao hữu                                       |
| 33. | 24 tháng 1 năm 2017  | San Pedro del Pinatar, Tây Ban Nha     | Nga          | 2–0     | 4–0                  | Giao hữu                                       |
| 34. | 24 tháng 1 năm 2017  | San Pedro del Pinatar, Tây Ban Nha     | Nga          | 4–0     | 4–0                  | Giao hữu                                       |
| 35. | 3 tháng 3 năm 2017   | Vila Real de Santo António, Bồ Đào Nha | Úc           | 1–3     | 2–3                  | Cúp Algarve 2017                               |
| 36. | 8 tháng 3 năm 2017   | Faro/Loulé, Bồ Đào Nha                 | Nhật Bản     | 3–2     | 3–2                  | Cúp Algarve 2017                               |
| 37. | 11 tháng 4 năm 2017  | Doetinchem, Hà Lan                     | Iceland      | 1–0     | 4–0                  | Giao hữu                                       |
| 38. | 11 tháng 4 năm 2017  | Doetinchem, Hà Lan                     | Iceland      | 2–0     | 4–0                  | Giao hữu                                       |
| 39. | 13 tháng 6 năm 2017  | Deventer, Hà Lan                       | Áo           | 2–0     | 3–0                  | Giao hữu                                       |
| 40. | 8 tháng 7 năm 2017   | Rotterdam, Hà Lan                      | Wales        | 3–0     | 5–0                  | Giao hữu                                       |
| 41. | 8 tháng 7 năm 2017   | Rotterdam, Hà Lan                      | Wales        | 4–0     | 5–0                  | Giao hữu                                       |
| 42. | 29 tháng 7 năm 2017  | Doetinchem, Hà Lan                     | Thụy Điển    | 2–0     | 2–0                  | UEFA Women's Euro 2017                         |
| 43. | 3 tháng 8 năm 2017   | Enschede, Hà Lan                       | Anh          | 1–0     | 3–0                  | UEFA Women's Euro 2017                         |
| 44. | 6 tháng 8 năm 2017   | Enschede, Hà Lan                       | Đan Mạch     | 1–1     | 4–2                  | UEFA Women's Euro 2017                         |
| 45. | 6 tháng 8 năm 2017   | Enschede, Hà Lan                       | Đan Mạch     | 4–2     | 4–2                  | UEFA Women's Euro 2017                         |
| 46. | 19 tháng 10 năm 2017 | Sankt Pölten, Áo                       | Áo           | 2–0     | 2–0                  | Giao hữu                                       |
| 47. | 24 tháng 10 năm 2017 | Groningen, Hà Lan                      | Na Uy        | 1–0     | 1–0                  | Vòng loại FIFA Women's World Cup 2019          |
| 48. | 24 tháng 11 năm 2017 | Senec, Slovakia                        | Slovakia     | 3–0     | 5–0                  | Vòng loại FIFA Women's World Cup 2019          |
| 49. | 24 tháng 11 năm 2017 | Senec, Slovakia                        | Slovakia     | 4–0     | 5–0                  | Vòng loại FIFA Women's World Cup 2019          |
| 50. | 6 tháng 4 năm 2018   | Eindhoven, Hà Lan                      | Bắc Ireland  | 3–0     | 7–0                  | Vòng loại FIFA Women's World Cup 2019          |
| 51. | 4 tháng 9 năm 2018   | Oslo, Na Uy                            | Na Uy        | 1–2     | 1–2                  | Vòng loại FIFA Women's World Cup 2019          |
| 52. | 9 tháng 11 năm 2018  | Utrecht, Hà Lan                        | Thụy Sĩ      | 3–0     | 3–0                  | Vòng loại FIFA Women's World Cup 2019          |
| 53. | 13 tháng 11 năm 2018 | Schaffhausen, Thụy Sĩ                  | Thụy Sĩ      | 1–0     | 1–1                  | Vòng loại FIFA Women's World Cup 2019          |
| 54. | 19 tháng 1 năm 2019  | Cape Town, Nam Phi                     | Nam Phi      | 2–0     | 2–1                  | Giao hữu                                       |
| 55. | 6 tháng 3 năm 2019   | Albufeira, Bồ Đào Nha                  | Trung Quốc   | 1–0     | 1–1                  | Cúp Algarve 2019                               |
| 56. | 5 tháng 4 năm 2019   | Arnhem, Hà Lan                         | México       | 1–0     | 2–0                  | Giao hữu                                       |
| 57. | 9 tháng 4 năm 2019   | Alkmaar, Hà Lan                        | Chile        | 5–0     | 7–0                  | Giao hữu                                       |
| 58. | 1 tháng 6 năm 2019   | Eindhoven, Hà Lan                      | Úc           | 2–0     | 3–0                  | Giao hữu                                       |
| 59. | 15 tháng 6 năm 2019  | Valenciennes, Pháp                     | Cameroon     | 1–0     | 3–1                  | FIFA Women's World Cup 2019                    |
| 60. | 15 tháng 6 năm 2019  | Valenciennes, Pháp                     | Cameroon     | 3–1     | 3–1                  | FIFA Women's World Cup 2019                    |
| 61. | 29 tháng 6 năm 2019  | Valenciennes, Pháp                     | Ý            | 1–0     | 2–0                  | FIFA Women's World Cup 2019                    |
| 62. | 30 tháng 8 năm 2019  | Tallinn, Estonia                       | Estonia      | 1–0     | 7–0                  | Vòng loại UEFA Women's Euro 2022               |
| 63. | 30 tháng 8 năm 2019  | Tallinn, Estonia                       | Estonia      | 5–0     | 7–0                  | Vòng loại UEFA Women's Euro 2022               |
| 64. | 4 tháng 10 năm 2019  | Murska Sobota, Slovenia                | Slovenia     | 1–0     | 4–2                  | Vòng loại UEFA Women's Euro 2022               |
| 65. | 8 tháng 10 năm 2019  | Eindhoven, Hà Lan                      | Nga          | 2–0     | 2–0                  | Vòng loại UEFA Women's Euro 2022               |
| 66. | 8 tháng 11 năm 2019  | İzmir, Thổ Nhĩ Kỳ                      | Thổ Nhĩ Kỳ   | 3–0     | 8–0                  | Vòng loại UEFA Women's Euro 2022               |
| 67. | 8 tháng 11 năm 2019  | İzmir, Thổ Nhĩ Kỳ                      | Thổ Nhĩ Kỳ   | 5–0     | 8–0                  | Vòng loại UEFA Women's Euro 2022               |
| 68. | 12 tháng 11 năm 2019 | Arnhem, Hà Lan                         | Slovenia     | 3–1     | 4–1                  | Vòng loại UEFA Women's Euro 2022               |
| 69. | 12 tháng 11 năm 2019 | Arnhem, Hà Lan                         | Slovenia     | 4–1     | 4–1                  | Vòng loại UEFA Women's Euro 2022               |
| 70. | 27 tháng 10 năm 2020 | Pristina, Kosovo                       | Kosovo       | 5–0     | 6–0                  | Vòng loại UEFA Women's Euro 2022               |
| 71. | 18 tháng 2 năm 2021  | Brussels, Bỉ                           | Bỉ           | 1–0     | 6–1                  | Giao hữu                                       |
| 72. | 15 tháng 6 năm 2021  | Enschede, Hà Lan                       | Na Uy        | 1–0     | 7–0                  | Giao hữu                                       |
| 73. | 15 tháng 6 năm 2021  | Enschede, Hà Lan                       | Na Uy        | 5–0     | 7–0                  | Giao hữu                                       |
| 74. | 21 tháng 7 năm 2021  | Rifu, Nhật Bản                         | Zambia       | 1–0     | 10–3                 | Thế vận hội Mùa hè 2020                        |
| 75. | 21 tháng 7 năm 2021  | Rifu, Nhật Bản                         | Zambia       | 3–0     | 10–3                 | Thế vận hội Mùa hè 2020                        |
| 76. | 21 tháng 7 năm 2021  | Rifu, Nhật Bản                         | Zambia       | 4–1     | 10–3                 | Thế vận hội Mùa hè 2020                        |
| 77. | 21 tháng 7 năm 2021  | Rifu, Nhật Bản                         | Zambia       | 7–1     | 10–3                 | Thế vận hội Mùa hè 2020                        |
| 78. | 24 tháng 7 năm 2021  | Rifu, Nhật Bản                         | Brasil       | 1–0     | 3–3                  | Thế vận hội Mùa hè 2020                        |
| 79. | 24 tháng 7 năm 2021  | Rifu, Nhật Bản                         | Brasil       | 2–1     | 3–3                  | Thế vận hội Mùa hè 2020                        |
| 80. | 27 tháng 7 năm 2021  | Yokohama, Nhật Bản                     | Trung Quốc   | 5–1     | 8–2                  | Thế vận hội Mùa hè 2020                        |
| 81. | 27 tháng 7 năm 2021  | Yokohama, Nhật Bản                     | Trung Quốc   | 8–2     | 8–2                  | Thế vận hội Mùa hè 2020                        |
| 82. | 30 tháng 7 năm 2021  | Yokohama, Nhật Bản                     | Hoa Kỳ       | 1–0     | 2–2 (s.h.p.) (2–4 p) | Thế vận hội Mùa hè 2020                        |
| 83. | 30 tháng 7 năm 2021  | Yokohama, Nhật Bản                     | Hoa Kỳ       | 2–2     | 2–2 (s.h.p.) (2–4 p) | Thế vận hội Mùa hè 2020                        |
| 84. | 17 tháng 9 năm 2021  | Groningen, Hà Lan                      | Cộng hòa Séc | 1–1     | 1–1                  | Vòng loại FIFA Women's World Cup 2023          |
| 85. | 22 tháng 10 năm 2021 | Larnaca, Síp                           | Síp          | 1–0     | 8–0                  | Vòng loại FIFA Women's World Cup 2023          |
| 86. | 8 tháng 4 năm 2022   | Groningen, Hà Lan                      | Síp          | 1–0     | 12–0                 | Vòng loại FIFA Women's World Cup 2023          |
| 87. | 8 tháng 4 năm 2022   | Groningen, Hà Lan                      | Síp          | 4–0     | 12–0                 | Vòng loại FIFA Women's World Cup 2023          |
| 88. | 8 tháng 4 năm 2022   | Groningen, Hà Lan                      | Síp          | 5–0     | 12–0                 | Vòng loại FIFA Women's World Cup 2023          |
| 89. | 8 tháng 4 năm 2022   | Groningen, Hà Lan                      | Síp          | 7–0     | 12–0                 | Vòng loại FIFA Women's World Cup 2023          |
| 90. | 8 tháng 4 năm 2022   | Groningen, Hà Lan                      | Síp          | 10–0    | 12–0                 | Vòng loại FIFA Women's World Cup 2023          |
| 91. | 8 tháng 4 năm 2022   | Groningen, Hà Lan                      | Síp          | 11–0    | 12–0                 | Vòng loại FIFA Women's World Cup 2023          |
| 92. | 12 tháng 4 năm 2022  | The Hague, Hà Lan                      | Nam Phi      | 3–1     | 5–1                  | Giao hữu                                       |
| 93. | 2 tháng 7 năm 2022   | Enschede, Hà Lan                       | Phần Lan     | 1–0     | 2–0                  | Giao hữu                                       |
| 94. | 2 tháng 7 năm 2022   | Enschede, Hà Lan                       | Phần Lan     | 2–0     | 2–0                  | Giao hữu                                       |
| 95. | 2 tháng 9 năm 2022   | Zwolle, Hà Lan                         | Scotland     | 1–0     | 2–1                  | Giao hữu                                       |
| 96. | 16 tháng 7 năm 2024  | Bergen, Na Uy                          | Na Uy        | 1–1     | 1–1                  | Vòng loại UEFA Women's Euro 2025               |

## Danh hiệu

### Câu lạc bộ
Bayern Munich
- Bundesliga: 2014–15, 2015–16[8]

Arsenal
- FA WSL: 2018–19
- FA WSL Cup: 2017–18

### Đội tuyển quốc gia
U19 Hà Lan
- Giải vô địch bóng đá nữ U-19 châu Âu: 2014

Hà Lan
- Giải vô địch bóng đá nữ châu Âu: 2017
- Algarve Cup: 2018
- Á quân FIFA Women's World Cup: 2019
- Á quân Tournoi de France: 2020

### Cá nhân
- Cầu thủ xuất sắc nhất giải vô địch bóng đá nữ U-19 châu Âu: 2014
- GIải thưởng bóng đá London cho cầu thủ nữ của năm: 2018–19, 2019–20[9]
- PFA Women's Players' Player of the Year: 2018–19
- FWA Women's Footballer of Year: 2019–20[10]
- IFFHS Women's World Team: 2020[11]
- FIFA FIFPro Women's World11: 2020[12], 2021[13]
- Her Football Hub Player of the Year: 2020[14]
- BBC Women's Footballer of the Year: 2021[15]

## Các kỉ lục

### Eredivisie
- Cầu thủ trẻ nhất: 15 tuổi[16]

### WSL
- Ghi nhiều bàn thắng nhất trong lịch sử giải đấu: 74[2]
- Ghi nhiều bàn thắng nhất trong một mùa giải: 22
- Ghi nhiều bàn thắng nhất trong một trận đấu: 6[17]
- Góp công vào nhiều bàn thắng nhất trong một trận đấu: 6 bàn thắng, 4 kiến tạo[17]
- Cầu thủ đầu tiên ghi bàn vào lưới tất cả các câu lạc bộ[18]

### Hà Lan
- Ghi nhiều bàn thắng nhất cho đội tuyển quốc gia: 92[3]

### Châu Âu
- Ghi nhiều bàn thắng nhất trong một trận đấu UEFA U-17: 8[19]
- Ghi nhiều bàn thắng nhất trong các trận đấu của UEFA U-17: 22[19]

### Thế vận hội
- Ghi nhiều bàn thắng nhất trong một kì Thế vận hội: 10[4]